# Labui
Labui is een bestuurslaag in het regentschap Pidie van de provincie Atjeh, Indonesië. Labui telt 521 inwoners (volkstelling 2010).